# Biritiba-Mirim
Biritiba Mirim est une ville brésilienne de l'État de São Paulo.

## Démographie
| Évolution de la population (municipalité) | Évolution de la population (municipalité) | Évolution de la population (municipalité) | Évolution de la population (municipalité) |
| Année                                     | Population                                |                                           | %±                                        |
| ----------------------------------------- | ----------------------------------------- | ----------------------------------------- | ----------------------------------------- |
| 1970                                      | 9 033                                     |                                           | —                                         |
| 1980                                      | 13 374                                    |                                           | 48,1%                                     |
| 1991                                      | 17 833                                    |                                           | 33,3%                                     |
| 2000                                      | 24 653                                    |                                           | 38,2%                                     |
| 2010                                      | 28 575                                    |                                           | 15,9%                                     |
| 2022                                      | 29 683                                    |                                           | 3,9%                                      |
| ,                                         |                                           |                                           |                                           |